# Meloe variegatus
Meloe variegatus је врста тврдокрилца из породице мајака (Meloidae).
Одрасли инсекти су активни од априла до јула и настањују травната станишта.
Хране се лишћем зељастих биљака, а могу бити и штеточине неких усева.
Сви представници из породице мајака уколико се осете угроженим испуштају уљану течност карактеристичног мириса. 

## Распрострањење
Претежно настањује делове источне Европе, централну Европу и Иберијско полуострво. 
У Србији је бележена само у Банату.

## Животни циклус
Женка полаже јаја из којих се након једног дана развијају ларве.
Ларве се пењу на врхове трава или цветова зељастих биљака где чекају потенцијалног инсекта домаћина, најчешће неку врсту солитарне пчеле.
Ларве се својим усним апаратом каче за пчелу домаћина, почињу да паразитирају на њој и да се хране хемолимфом. На једној солитарној пчели примећено је 15 ларви мајаца.
У каснијим фазама развоја ларве се понашају као клептопаразити где се хране нектаром и поленом које су сакупиле пчеле.